# Combat trucat
Combat trucat (The Set-Up en el seu títol original en anglès als Estats Units) és una pel·lícula de l'any 1949 dirigida per Robert Wise i protagonitzada per Robert Ryan i Audrey Totter, la qual fou emesa per TV3 per primera vegada el 18 d'abril del 2001.

## Argument
Malgrat l'edat, la baixa categoria i els precs de la seua muller, el veterà boxejador Stocker (Robert Ryan) s'obstina a seguir combatent. El seu mànager, Tiny (George Tobias), ja no hi confia. Per un combat contra Tiger Nelson (Hal Baylor), Tiny accepta diners de Little Boy (Alan Baxter) perquè Stocker es deixi guanyar. No creu que el seu home pugui vèncer, així que no li diu res de l'engany pactat. Sorprenentment, Stocker noqueja l'adversari. Aquesta inesperada victòria el porta a ell i al seu mànager alguns problemes amb gent de l'hampa, als quals no els agrada que els enganyin.

## Context històric i artístic
Combat trucat és cinema negre de producció modesta, però de brillantíssim acabat, el qual situa la seua acció en els entorns més sòrdids del món de la boxa. Amb narrativa densa i imatges de cru realisme, aquest tens thriller melodramàtic dura només 72 minuts, temps coincident amb els fets argumentats. Un minutatge molt ajustat, en el qual, a més, s'hi encaixen alguns dilemes morals i una sèrie de salts enrere perfectament integrats a l'estructura dramàtica, de la qual broten al·legories concernents a la generalitzada corrupció d'una societat impulsada pels diners.
Esplèndida interpretació de Robert Ryan, que de jove havia estat boxejador, en el rol del veterà Stoker Thompson, un púgil abocat al fracàs. Les tasques del director de fotografia Milton Krasner, del muntador Roland Gross i del periodista esportiu Art Cohn, que per escriure el guió va dir haver-se inspirat en un poema de Joseph Moncure March, esdevenen encomiables. Això facilitaria les coses al realitzador Robert Wise, qui havent après l'ofici al costat de William Dieterle, Orson Welles i Val Lewton, aplicaria una dramatització seca, inflexible i directa.
Fou el novè i darrer dels films que va fer per a la RKO Pictures: un projecte de baix pressupost, rodat en només vint dies, en res comparable a les grans produccions musicals que el cineasta va realitzar als anys seixanta. Wise tornaria als quadrilàters amb Somebody Up There Likes Me (1956), on Paul Newman va encarnar l'històric Rocky Graziano. Dues notables i molt posteriors pel·lícules de púgils, Toro salvatge (Martin Scorsese, 1980) i Cinderella Man (Ron Howard, 2005) deuen moltíssim a aquestes extraordinàries realitzacions de Robert Wise.

## Frases cèlebres
| « | Julie: "No vull ofendre't, però quina mena de vida és aquesta?... Springfield, Middletowne, Unsonville, Paradise City... Quantes pallisses més aguantaràs?" Bill: "Si lluito pel títol, em donaran 500 dòlars." Julie: "Bill, ens portem bé i voldria conservar la nostra relació." Bill: "Si aconsegueixo aquests 500 dòlars podria entrenar Tony Martínez, el millor pes mitjà des de Harry Grebb. Crec que amb els diners podríem posar una cerveseria o un estanc a Union City." Julie: "No m'importa Martínez, ni els estancs. Prefereixo veure't descarregar als molls o conduint un camió, o que visquessis de la beneficència. És millor això que veure't sonat, Bill. Millor que veure't mort." Bill: "Prou, Julie, ja n'hi ha prou." Julie: "Tu podràs seguir aguantant pallisses, però jo no." Bill: "Quan un és boxejador, ha de boxejar." (Diàleg entre Bill -Robert Ryan- i la seua muller, Julie -Audrey Totter-) | » |

## Curiositats
- La pel·lícula té lloc en temps real, ja que el rellotge del quadrilàter comença a comptar a les 21:05 h i acaba a les 22:16 h.[3]
- Robert Wise va dir que estava disposat a incloure un actor negre com a protagonista (tal com apareix a la història original), però, atès que no hi havia actors principals afroamericans a Hollywood en aquell moment, es va veure obligat a canviar-ho per un de blanc.[3]
- El film està basat en un poema de Joseph Moncure March publicat el 1928, el qual va abandonar el seu treball a The New Yorker per a dedicar-se a escriure (se'n va anar a Hollywood per a treballar com a guionista i hi va romandre durant una dotzena d'anys). El 1948 es va presentar com a voluntari per a treballar en aquesta pel·lícula, però el seu oferiment fou rebutjat. A més, es va indignar perquè el boxejador negre de la seua història original, Pansy Jones, fou substituït pel blanc Stoker Thompson.[3]
- Robert Ryan fou campió de boxa mentre estudiava a la Universitat de Dartmouth.[3]
- RKO va pagar 1.000 dòlars estatunidencs a Joseph Moncure pel seu poema.[3]
- Martin Scorsese és un gran admirador d'aquesta pel·lícula i va quedar-ne tan impressionat per les seues seqüències de boxa que va haver d'evitar deliberadament copiar els trucs cinematogràfics de Wise quan va rodar la seua Toro salvatge (1980).[3]
- Joan Blondell fou la primera opció, abans d'Audrey Totter, per a interpretar la muller de Thompson.[3][4]
- Amb aquesta pel·lícula (la novena que feia per a RKO), Robert Wise va poder complir el seu contracte amb la companyia i començar a treballar per a altres estudis.[3]
- Martin Scorsese va mostrar la pel·lícula a Leonardo DiCaprio abans de la filmació de L'aviador (2004) i tots dos es van mostrar d'acord que era una obra mestra.[3]
- El rodatge va tindre una durada de 20 dies.[3]
- És una de les primeres pel·lícules filmades en temps real (és a dir, té una durada igual als esdeveniments representats). Altres exemples d'aquesta tècnica narrativa són Sol davant el perill (Fred Zinnemann, 1952) i Nick of Time (John Badham, 1995).[3]
- És una de les dues pel·lícules de boxa estrenades el 1949 que van contribuir a divulgar aquest esport a nivell cinematogràfic. L'altre film és Champion (Mark Robson, 1949).[3]

## Errades del film
- Quan Julie Thompson surt del gimnàs i està mirant els vagons que entren al túnel del metro, hom pot veure com el vagó núm. 707 passa dues vegades en un curt espai de temps.[5]

## Premis
- 1949: Festival Internacional de Cinema de Canes (Premi FIPRESCI a la millor fotografia)
- 1949: Premis BAFTA (nominada a la millor pel·lícula)[6]